# Sinforosa
Sinforosa (em latim: Symphorosa; m. c. 138) é uma santa que, de acordo com a tradição, foi martirizada com seus sete filhos em Tibur (moderna Tivoli, Itália) no final do reinado do imperador romano Adriano (r. 117–138). Sua história é muito similar à de Santa Felicidade de Roma e é uma variação da história da mulher com sete filhos de II Macabeus.

## Vida e obras
A história de seu martírio é contada numa antiga "Paixão" (Passio ou Acta), cuja confiabilidade é seriamente questionada por hagiologistas. De acordo com a obra, Sinforosa era uma matrona tiburtina, viúva do tribuno Getúlio, que já havia sido martirizado na época do imperador Adriano em Gábios (moderna Torri), uma cidade na região dos sabinos.
Quando Adriano completou o seu caro palácio em Tibur e começou sua dedicação ao oferecer sacrifícios, teria recebido a seguinte resposta dos deuses: 
"A viúva Sinforosa e seus filhos nos atormentam diariamente invocando seu Deus. Se ela e os filhos oferecerem sacrifício, prometemos dar-lhe tudo o que pedir."
Quando as tentativas do imperador para convencer Sinforosa e seus filhos a sacrificar aos deuses romanos fracassaram, ele ordenou que ela fosse levada ao templo de Hércules, onde, depois de muitas torturas, ela foi atirada no rio Ânio (Aniene) com uma pesada rocha atada no pescoço.
Seu irmão Eugênio, que era membro do conselho de Tibur, enterrou-a nos arredores da cidade.

## Seus sete filhos
No dia seguinte, o imperador convocou os sete filhos de Sinforosa e também não conseguiu convencê-los. Ele ordenou então que os sete fossem amarrados a estacas erigidas para este fim à volta do templo de Hércules. Seus membros foram então desconectados com guinchos.
Em seguida, cada um deles sofreu um tipo de martírio diferente. Crescêncio foi esfaqueado na garganta, Juliano, no peito, Nemésio, no coração, Primitivo foi ferido no umbigo, Justino, nas costas, Estrateu, no flanco e Eugênio foi cortado em dois, de cima a baixo.
Os corpos foram atirados numa vala comum no lugar que os sacerdotes pagãos passaram a chamar de "Ad septem Biothanatos" (palavra grega antiga utilizada para suicidas e, no caso dos pagãos, para denominar os cristãos que sofriam o martírio). A partir daí, a perseguição cessou por um ano e seis meses, período no qual os corpos dos mártires ficaram enterrados na Via Tiburtina, a quatorze quilômetros de Roma.

## Autenticidade
É difícil aferir quanta credibilidade esta "Paixão" tem. A opinião de que elas teriam sido escritas por Júlio Africano (século III) foi universalmente rejeitada e nem Eusébio e nem nenhum outro historiador da época faz sequer uma alusão a alguma obra do tipo composta por ele.
A Martyrologium Hieronymianum, compilado por um autor desconhecido na segunda metade do século V, comemora Santa Sinforosa e seus filhos em 18 de julho, mas os nomes deles são inteiramente diferentes dos fornecidos pelos "Atos". Um dos manuscritos (no Codex Bernensis) deste martirológio afirma que os "Atos" destes mártires ainda existia ("quorum gesta habentur").
Como os nomes dos filhos de Sinforosa são diferentes nos "Atos" ainda existe, deve ter havido alguma outra obra consultada pelo autor do martirológio. Nele, em 27 de junho, são comemorados sete irmãos mártires, cujos nomes são idênticos aos que o autor dos "Atos" atribui aos filhos de Sinforosa. É provável que ele, guiado pela tradição de que a santa teria tido sete filhos mártires, tenha transformado-a na mãe dos mártires do dia 27 de junho. Se este é o caso, podemos inferir que, se Sinforosa de fato teve sete filhos, seus nomes não seriam os mencionados nos "Atos". Se seus nomes eram os que lhes foram atribuídos no Martyrologium Hieronymianum também continua duvidoso pois não sabemos se a fonte consultada pelo autor era autêntica. Alguns hagiologistas consideram que os sete filhos de Sinforosa, assim como os sete filhos de Santa Felicidade, são uma mera adaptação da história dos sete filhos da mãe macabeia. Paul Allard tratou a história de forma acrítica em sua obra.
No século XVII, Bosio descobriu as ruínas de uma basílica num lugar popularmente chamado de "le sette fratte" (uma corruptela de "os sete irmãos") na Via Tiburtina, a quatorze quilômetros de Roma. Os "Atos" e o martirológio concordam que este era o local do túmulo de Sinforosa e seus filhos. Descobertas posteriores, que não deixam dúvidas de que a basílica foi construída sobre o túmulo deles, foram feitas por Stevenson. As relíquias foram transladadas para Sant'Angelo in Pescheria, em Roma, por ordem do papa Estêvão II em 752. Um sarcófago foi descoberto no local em 1610 com a seguinte inscrição: "Hic requiescunt corpora SS. Martyrum Simforosae, viri sui Zotici (Getulii) et Filiorum ejus a Stephano Papa translata" ("Aqui jazem os corpos dos santos mártires Sinforosa, seu marido Zótio (Getúlio) e seus filhos, transferidos pelo papa Estêvão").

## Veneração
A Diocese de Tivoli os homenageia como padroeiros e eles são mencionados no Martirológio Romano na data de 18 de julho. Porém, eles não estão mais no Calendário Geral Romano por que a informação fornecida em seus "Atos", que acredita-se ser uma imitação da "Paixão" de Santa Felicidade de Roma e seus sete filhos, é pouco confiável. No período medieval, o bairro Settecamini era chamado de "Campo dos Sete Irmãos", uma referência à lenda de Santa Sinforosa e seus sete filhos.